# كينتا مورو
كينتا مورو (باليابانية: 諸江 健太) (27 مايو 1985 في كانازاوا في اليابان – )؛ هو لاعب كرة قدم سابق كان يلعب كمدافع.